# Verwaltungsgemeinschaft Jessen
In der Verwaltungsgemeinschaft Jessen waren die Gemeinden Arnsdorf, Leipa und Ruhlsdorf sowie die Stadt Jessen (Elster) im sachsen-anhaltischen Landkreis Wittenberg zusammengeschlossen. Die Verwaltungsgemeinschaft wurde am 1. Januar 1999 aufgelöst, indem aus den Mitgliedsgemeinden die neue Einheitsgemeinde Stadt Jessen (Elster) gebildet wurde.